# Gora Otvesnaja
Gora Otvesnaja (englische Transkription von russisch Гора Отвесная Gora Otwesnaja, deutsch ‚Steiler Berg‘) ist ein Nunatak im ostantarktischen Mac-Robertson-Land. Er ragt in den Prince Charles Mountains auf.
Russische Wissenschaftler benannten ihn.